# Westport (Nieuw-Zeeland)
Westport is een stad in de West Coast regio van het Zuidereiland van Nieuw-Zeeland. Westport is gelegen aan de noordkant van het eiland aan de monding van de rivier de Buller. Het is aangesloten via State Highway 6 met Greymouth 100 kilometer naar het zuiden, en met Nelson in het noordoosten, via de Buller Gorge.
De stad is vernoemd naar Westport in Connacht, Ierland, hoewel de keuze van de naam ook verwijst naar de locatie van Westport. Het aantal inwoners in het stedelijke gebied van Westport was 3,900 in 2006. Inclusief de omgeving van Orowaiti en de Buller River Inlet, komt het totaal aantal inwoners op 4515.
Westport is een uitvalsbasis voor bezoeken aan het nationaal park Paparoa.